# Улица Карла Маркса (Ижевск)

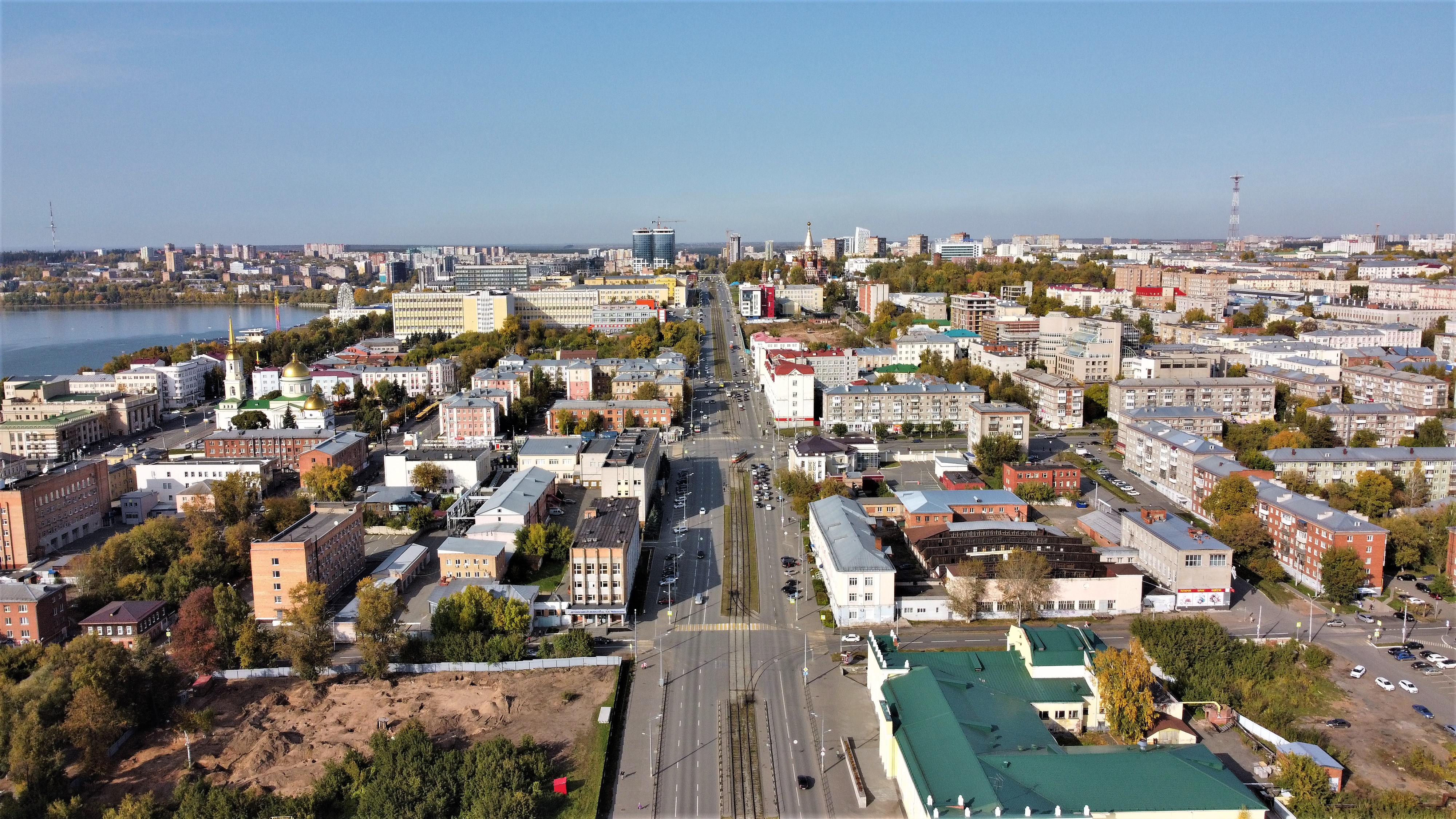
Вид с высоты на север от улица Карла Либкнехта

Улица Ка́рла Ма́ркса (удм. Карл Маркс урам, Карл Маркс ульча) — одна из центральных и самых длинных улиц Ижевска. Находится в Первомайском и Октябрьском районах. Является важной транспортной магистралью. Пересекает город с юга на север, начинается от Магистральной улицы у того места, где она пересекает реку Иж, и заканчивается улицей Холмогорова. Протяжённость улицы составляет около 6,1 километра.
Пересекает Краснопосельскую улицу, Ястребовский, Ботенёвский, Октябрьский, Интернациональный, Широкий, Северный переулки, улицы Карла Либкнехта, Пастухова, Ленина, Советскую, Бородина, Кирова и Шумайлова.
Справа примыкают улицы Чугуевского, Красногеройская, Майская и 10 лет Октября. Слева примыкает улица Лихвинцева.
В районе Центральной площади над улицей проходит пешеходный мост. Нумерация домов ведётся с юга, от Магистральной улицы.

## История

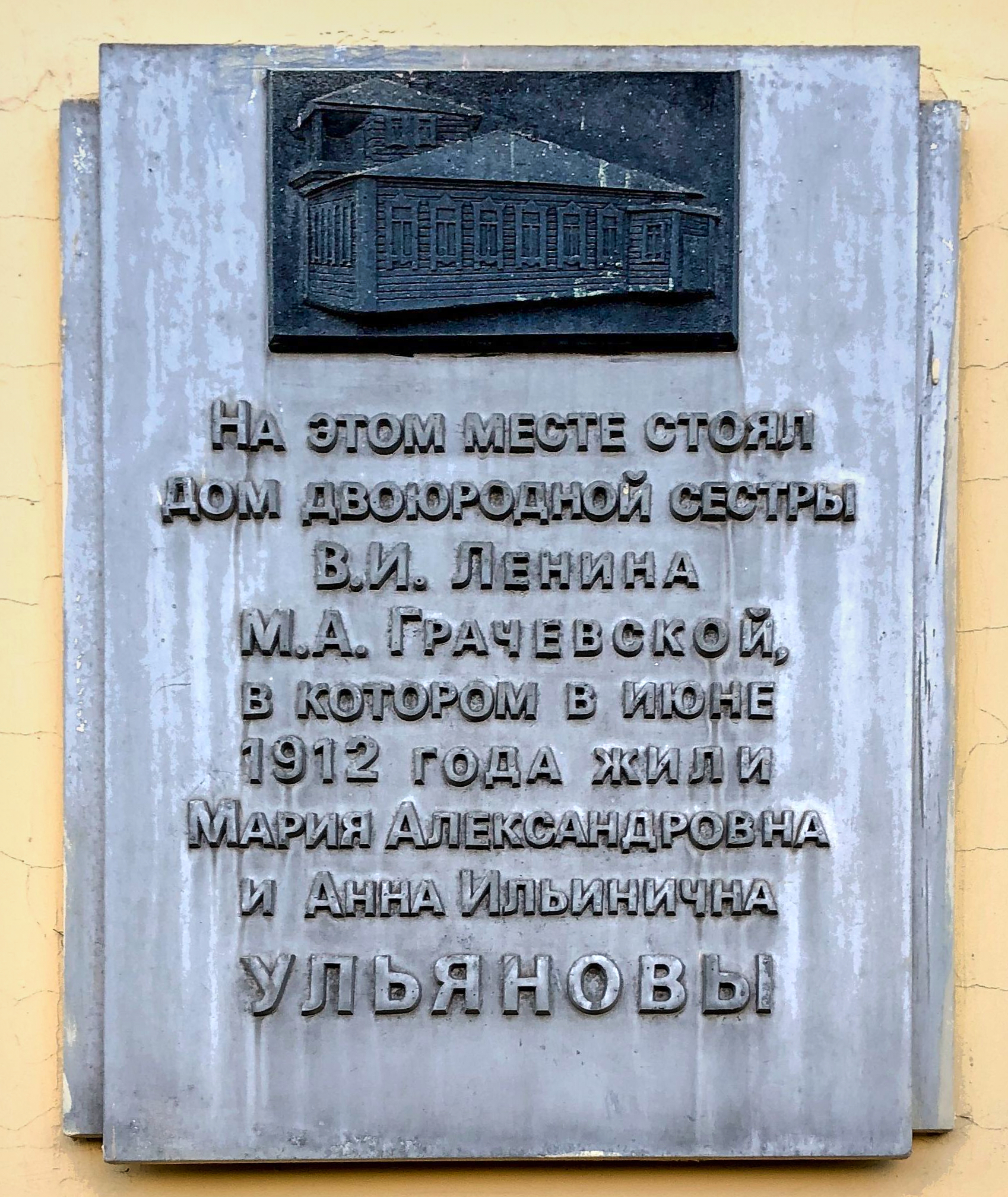
Памятная табличка на здании корпуса Ижевского мотозавода

Улица Карла Маркса до революции назвалась Старой. Происхождение названия неясно: возможно, когда-то она была главной улицей неизвестной деревни, вросшей в черту Ижевского заводского посёлка.
На высоком холме, который и дал всей этой части Ижевска имя Горы, ещё в XVIII веке появилось первое заводское кладбище. Рядом с этим кладбищем была возведена Троицкая церковь, с другой стороны Михайловская часовня и, построенный на её месте Михайловский храм. Собором он станет лишь после закрытия Александро-Невского собора в 1920-е. В 1937 году собор был снесён и лишь через 70 лет отстроен заново.
Кварталы этой улицы, как и соседних с нею, состояли в основном из крупных деревянных домов зажиточных ижевчан: претендующий на аристократизм особняк купца Третьякова (с фигурами двух львов на воротах), облицованный кирпичом дом начальника механической мастерской Коновалова (разобран в 1965 году). Каменный дом № 227 (сохранился до наших дней) до революции принадлежал мяснику Слободчикову. После революции в нём разместился военный отдел исполкома, а в августе 1918-го — революционный штаб. Именем руководителя штаба П. Н. Лихвинцева после революции был назван пересекающий улицу переулок.
На горе, в квартале между Красногеройской улицей и переулком Бородина, занятом сейчас корпусом Мотозавода, до 1960-х годов стоял деревянный дом, когда-то принадлежавший известному и уважаемому в посёлке нотариусу Геннадию Грачевскому, жена которого приходилась племянницей матери В. И. Ленина.
На пересечении с Церковной улицей в небольшом каменном здании располагался Всесословный клуб, предназначенный для отдыха взрослого населения. Рядом находился кинотеатр «Иллюзион». Рядом с углом Троицкой улицы (сейчас Советская) располагался фотосалон «Люкс», принадлежавший Н. Пономарёву. В 1930-х на его месте было выстроено трёхэтажное здание телеграфа.
В 1918 году, после подавления Ижевско-Воткинского восстания и занятия города Красной армией, большевистский Ревграждансовет постановил переименовать ряд ижевских улиц. В итоге её часть стала носить имя Карла Маркса, а другая до 1937 года носила имя Розы Люксембург.
В том же году на углу улиц Карла Маркса и Лихвинцева был открыт детский сад для детей из бедных семей. С 1926 года для работников завода было построено шесть каменных трёхэтажных домов на месте снесённой лютеранской церкви, позже надстроенных ещё двумя этажами. Примерно в это же время строились дома для инженерно-технических работников завода — двадцать деревянных многоквартирных домов с надворными постройками и огородами.
В ноябре 1935 года по улице пустили первый в городе трамвай — от Воткинской линии до Вятского переулка. Трамвайная линия была однопутной, деревянные трамваи с трудом взбирались от переулка Широкого на горку, где сейчас проходит центральная эспланада. В самом начале улицы было расположено первое трамвайное депо.
В 1939 году на этой улице был открыт Дом печати, в котором находились книжное издательство и редакции республиканских газет.

## Примечательные здания и сооружения
по чётной стороне:
- № 130 — Дом учёных Удмуртии

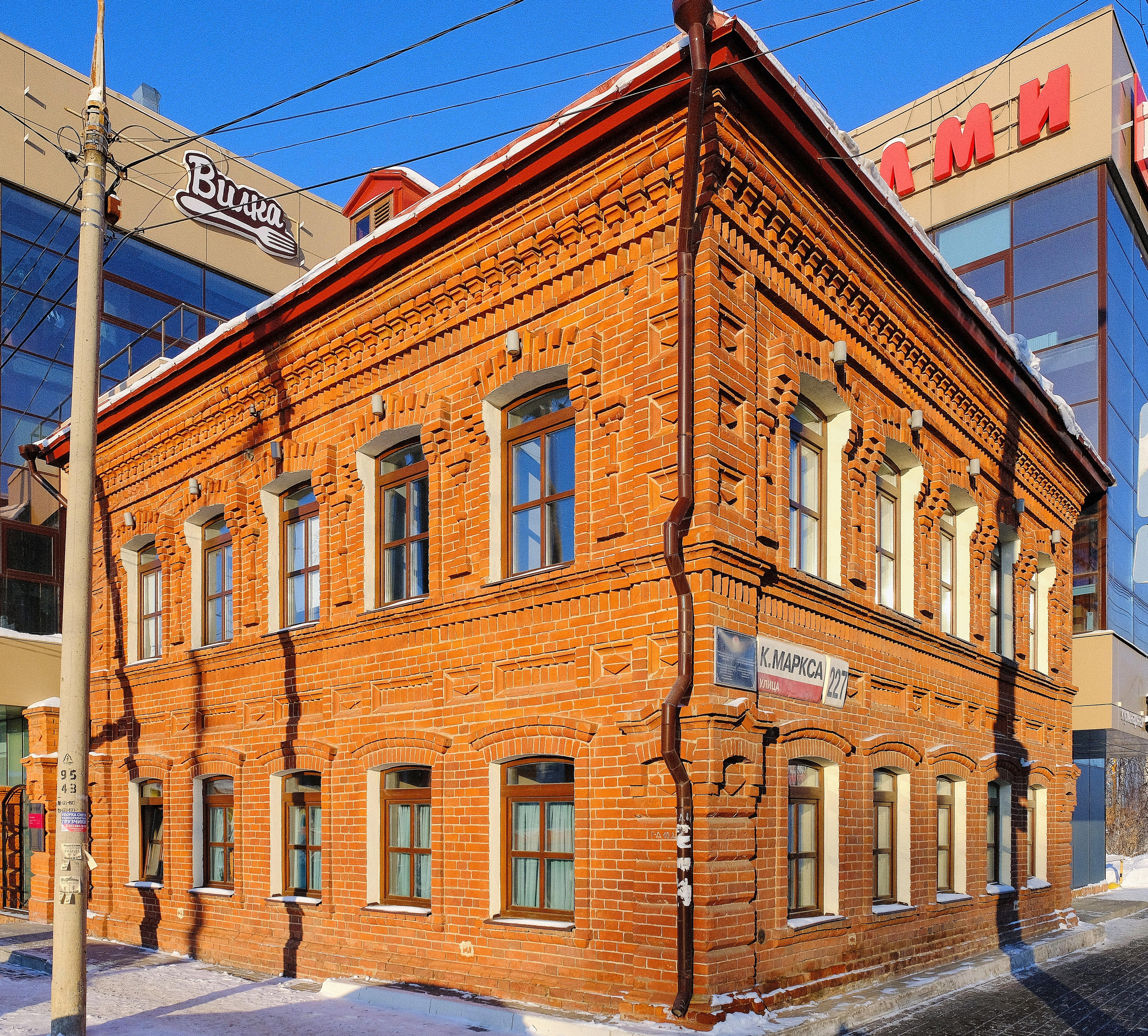
Дом мясника Слободчикова

- № 164 — лингвистический лицей № 25
- № 186 — Центральная мечеть
- № 188 — здание бывшего Драматического театра имени Короленко (1946, арх. В. Тишин)
- № 206 — Дом связи (1930)
- № 218 — бизнес-центр «Найди»
- № 220 — Храм Казанской иконы Божией матери
- № 222 — Свято-Михайловский собор
- № 242 — кинотеатр «Россия»
- № 244 — Центральный универмаг (ЦУМ)
- № 244а — выставочный центр «Галерея»
- № 246 — Дворец культуры «Металлург», кинотеатр «Ижсталь»
- № 288а — школа № 27
- № 436 — жилой дом, супермаркет «Ижтрейдинг»

По нечётной стороне:
- № 1 — торговый центр «Тройка»
- № 13а — трамвайное депо № 1
- № 23а — бизнес-центр «Мост»
- № 75 — вечерняя школа «Центр образования № 17»
- № 171, 173, 175 — ансамбль жилых домов завода «Ижсталь» («Дома на Кирхе»)
- № 177 — жилой дом (1931), на первом этаже — ресторан «KFC» (ранее, в советский период, здесь располагался Гастроном № 1)
- № 191 — центр моды «Аксион»
- № 193 — корпуса Аксион-холдинга «Ижевский мотозавод»
- № 219в — центр спорта «Аксион»
- № 227 — дом мясника Слободчикова
- № 271 — жилой дом, библиотека имени И. А. Крылова
- № 425 — общежитие «Надежда»
- № 427 — школа № 5
- № 431а — Министерство лесного хозяйства Удмуртской Республики

## Галерея

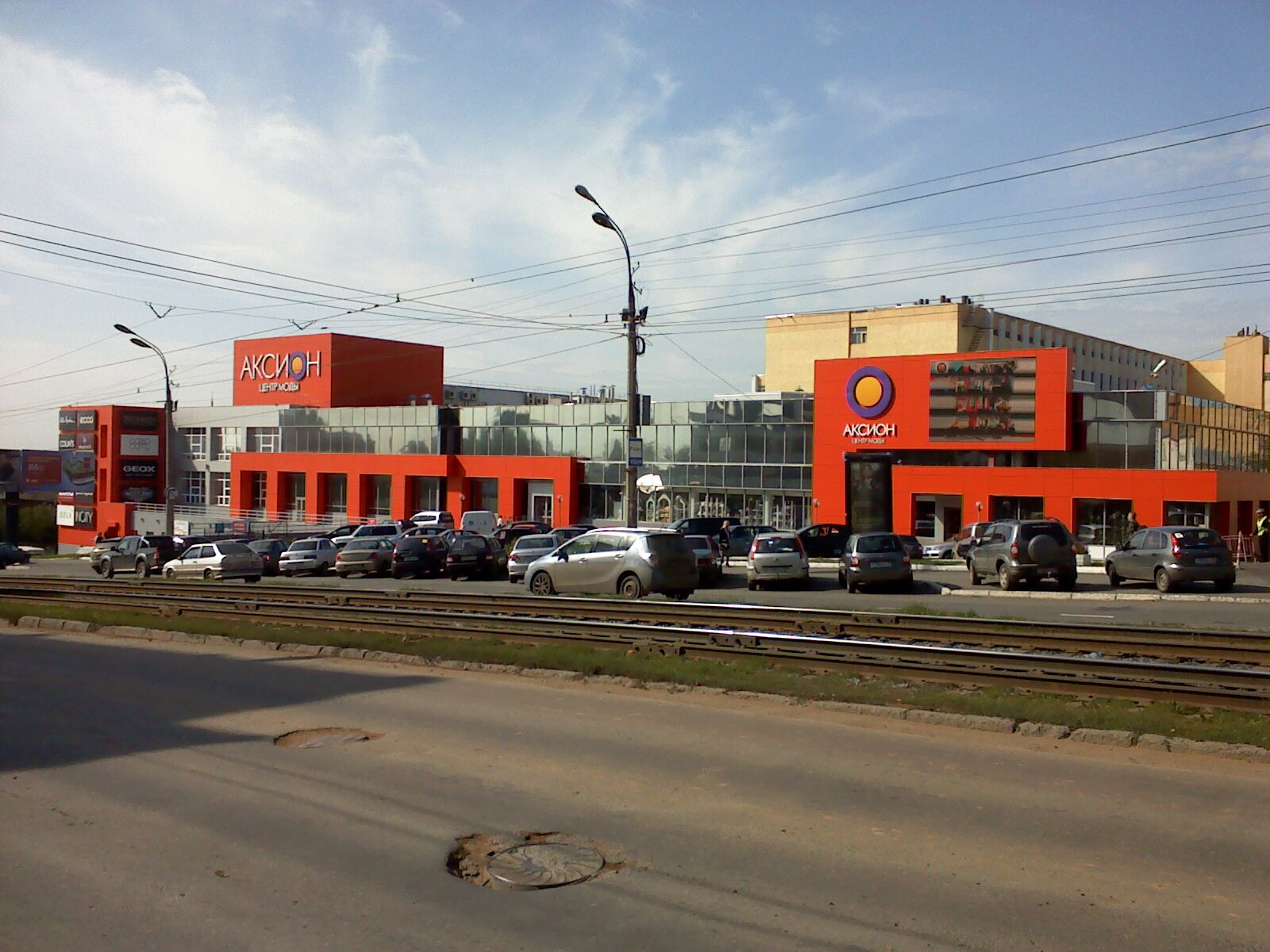
Центр моды «Аксион»
Бюст Зои Космодемьянской около лицея № 25
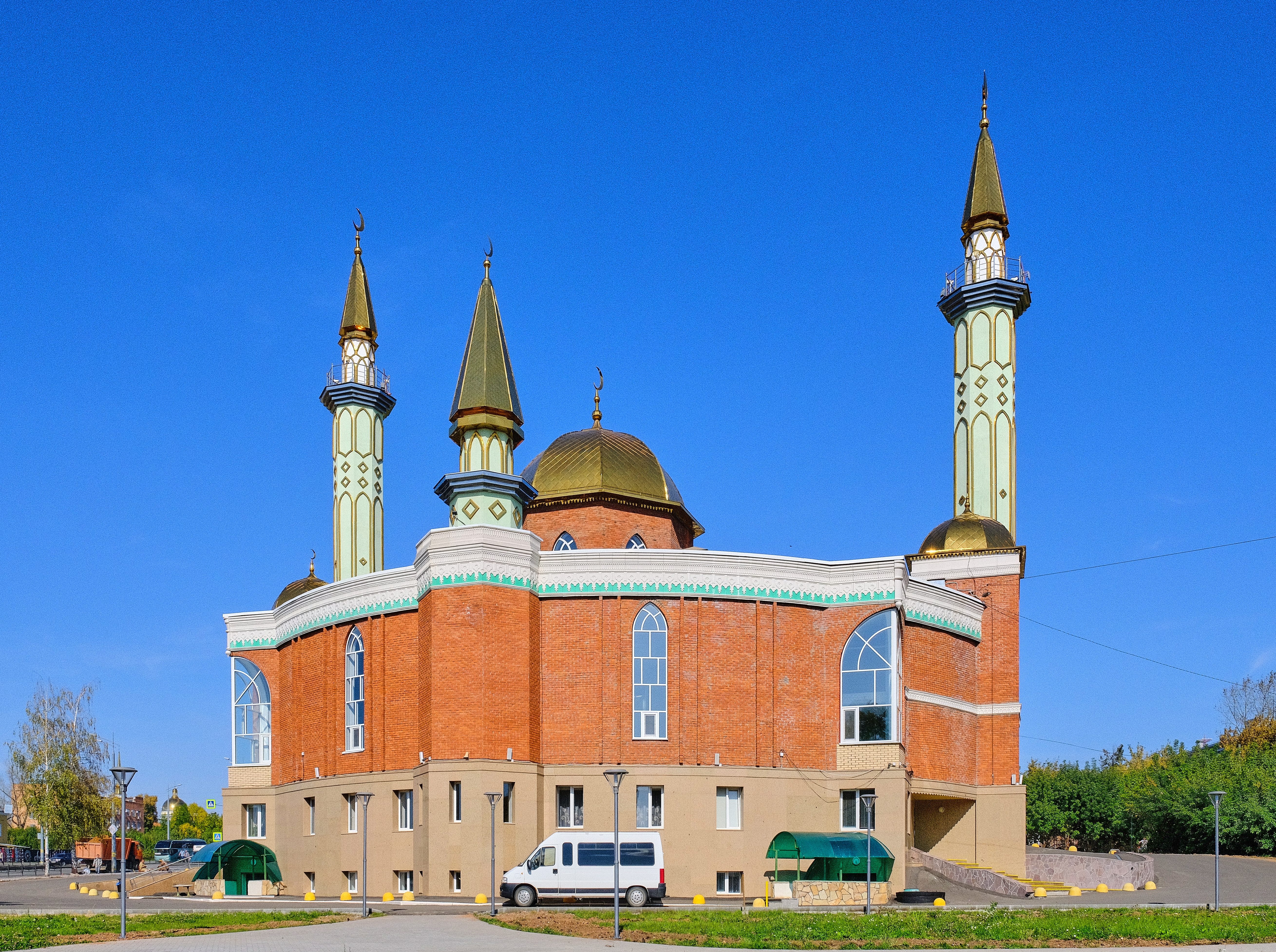
Центральная мечеть Ижевска
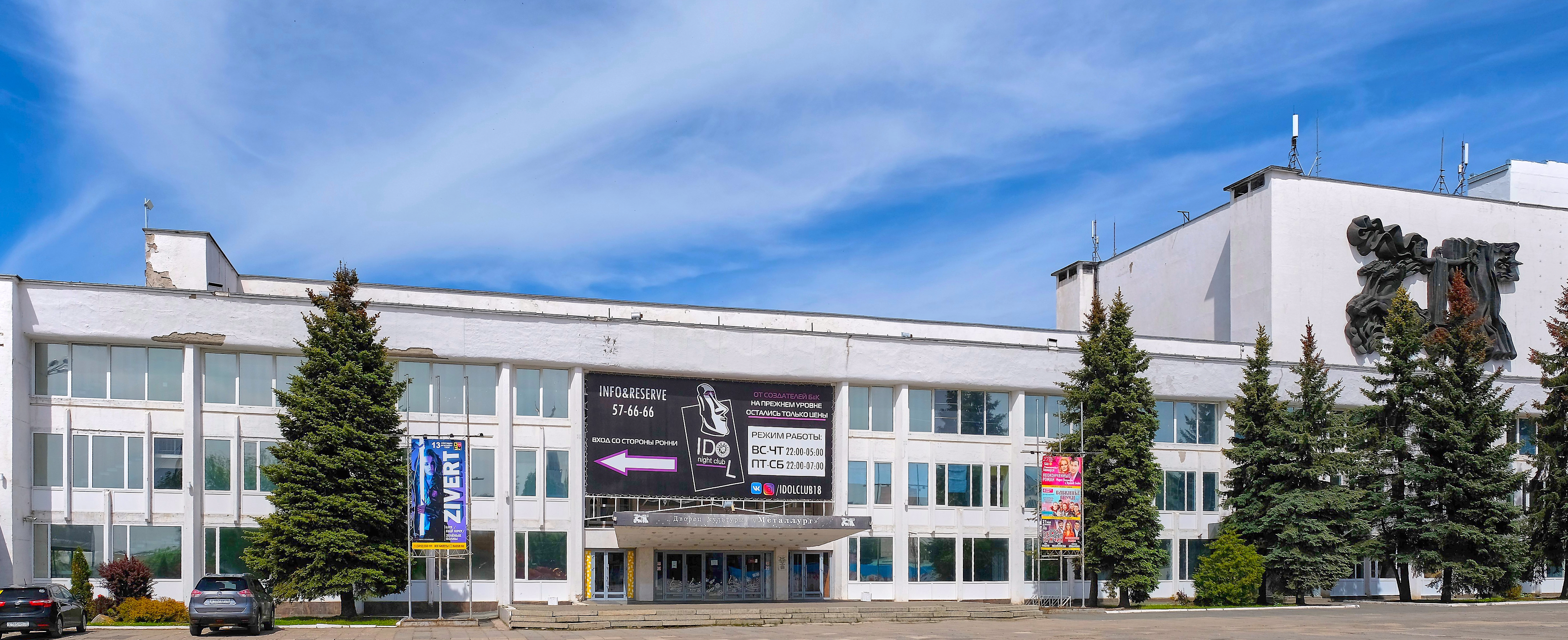
ДК «Металлург»
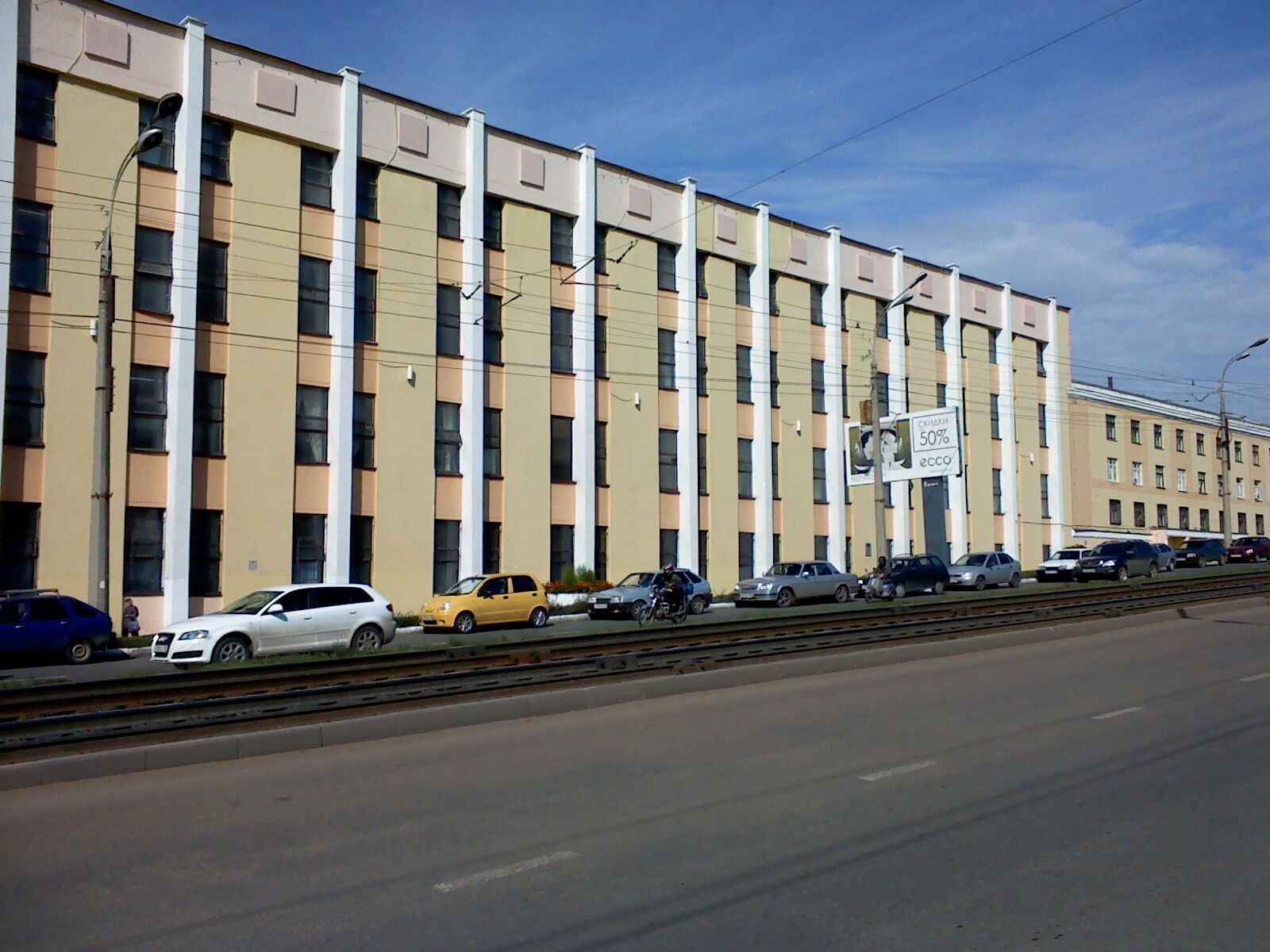
Корпуса Ижевского мотозавода
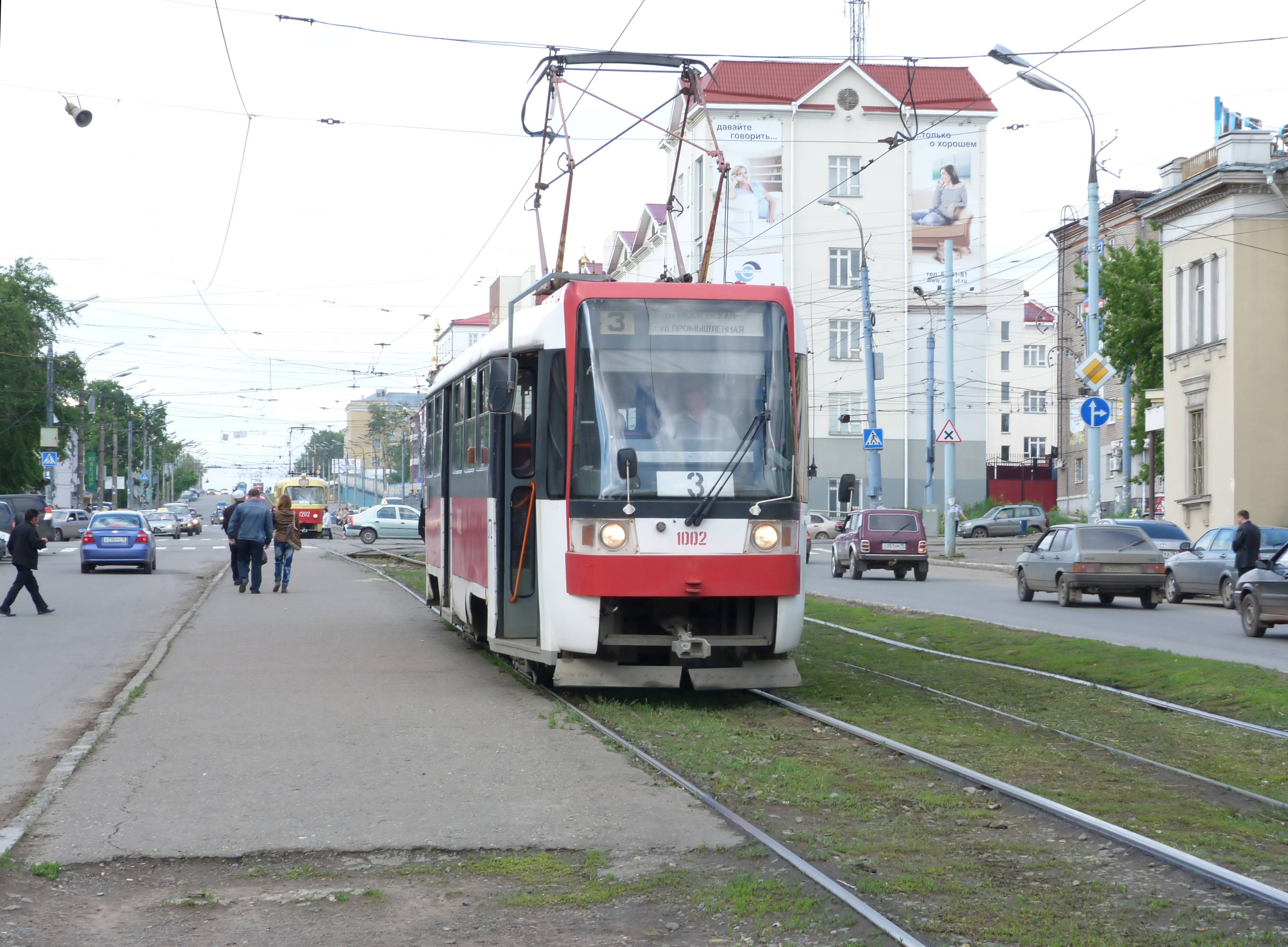
Трамвай Tatra T3R на остановке «Центр»
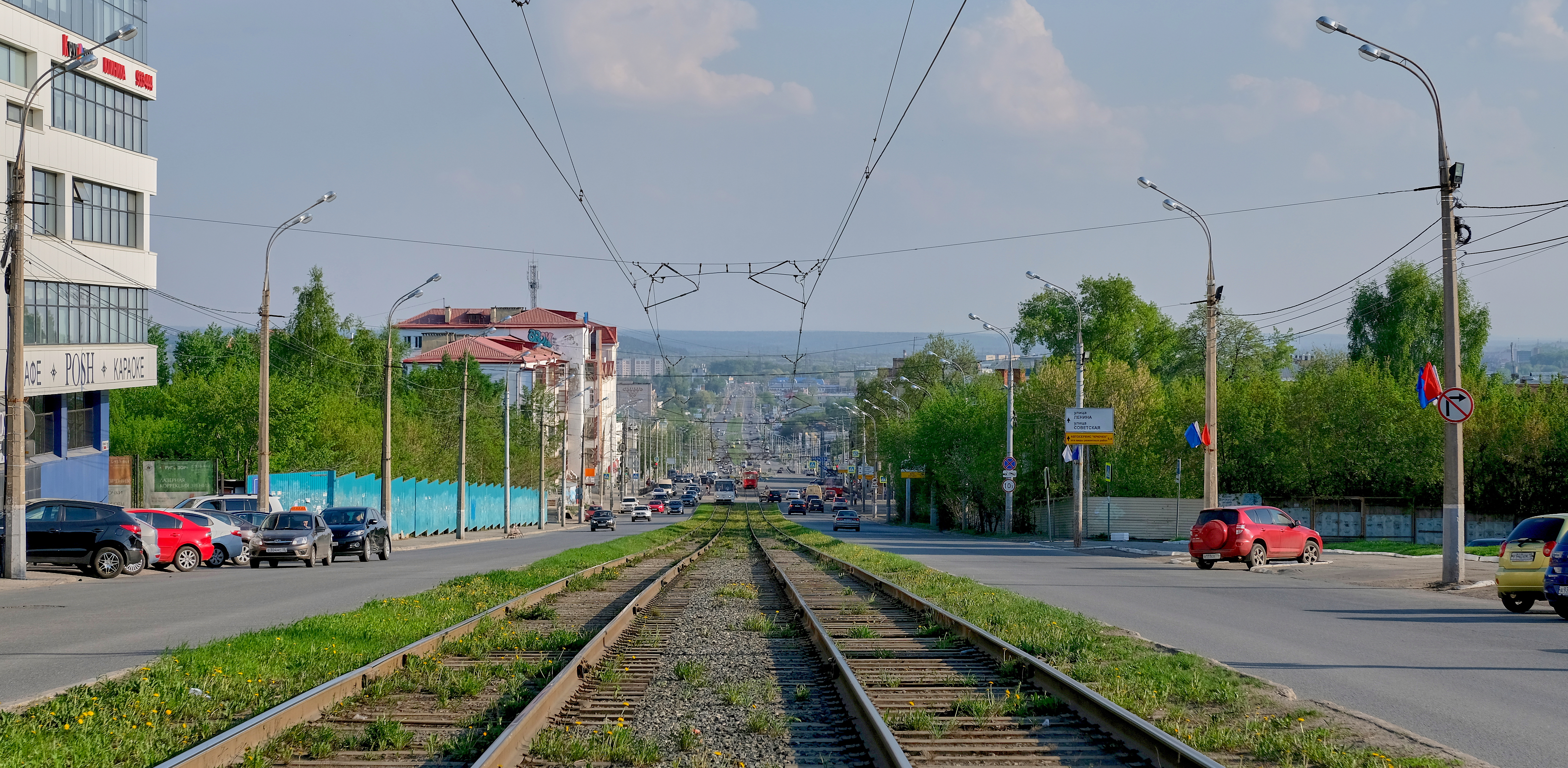
Вид на юг от пересечения с Красногеройской улицей
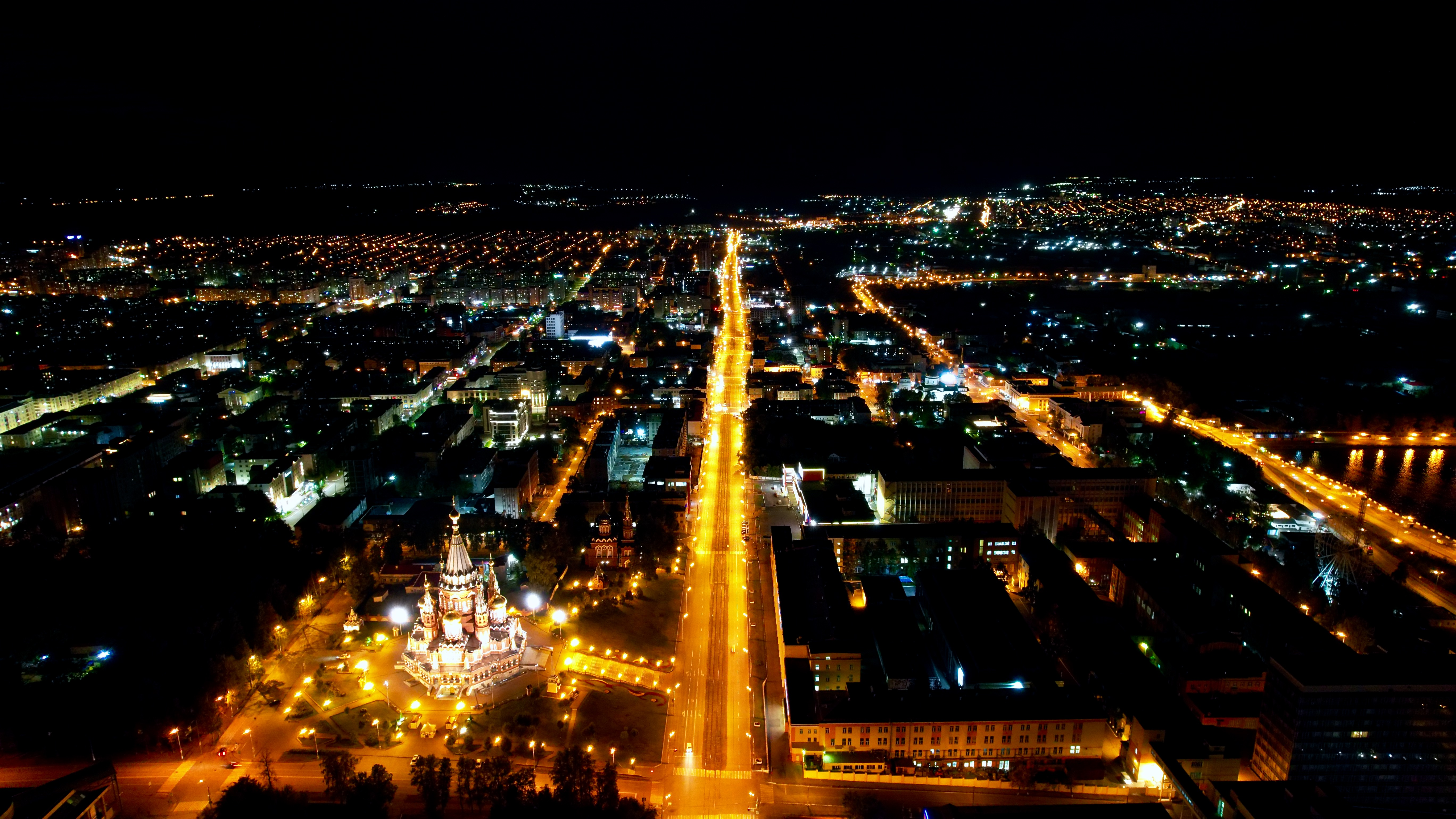
Вид на юг с высоты
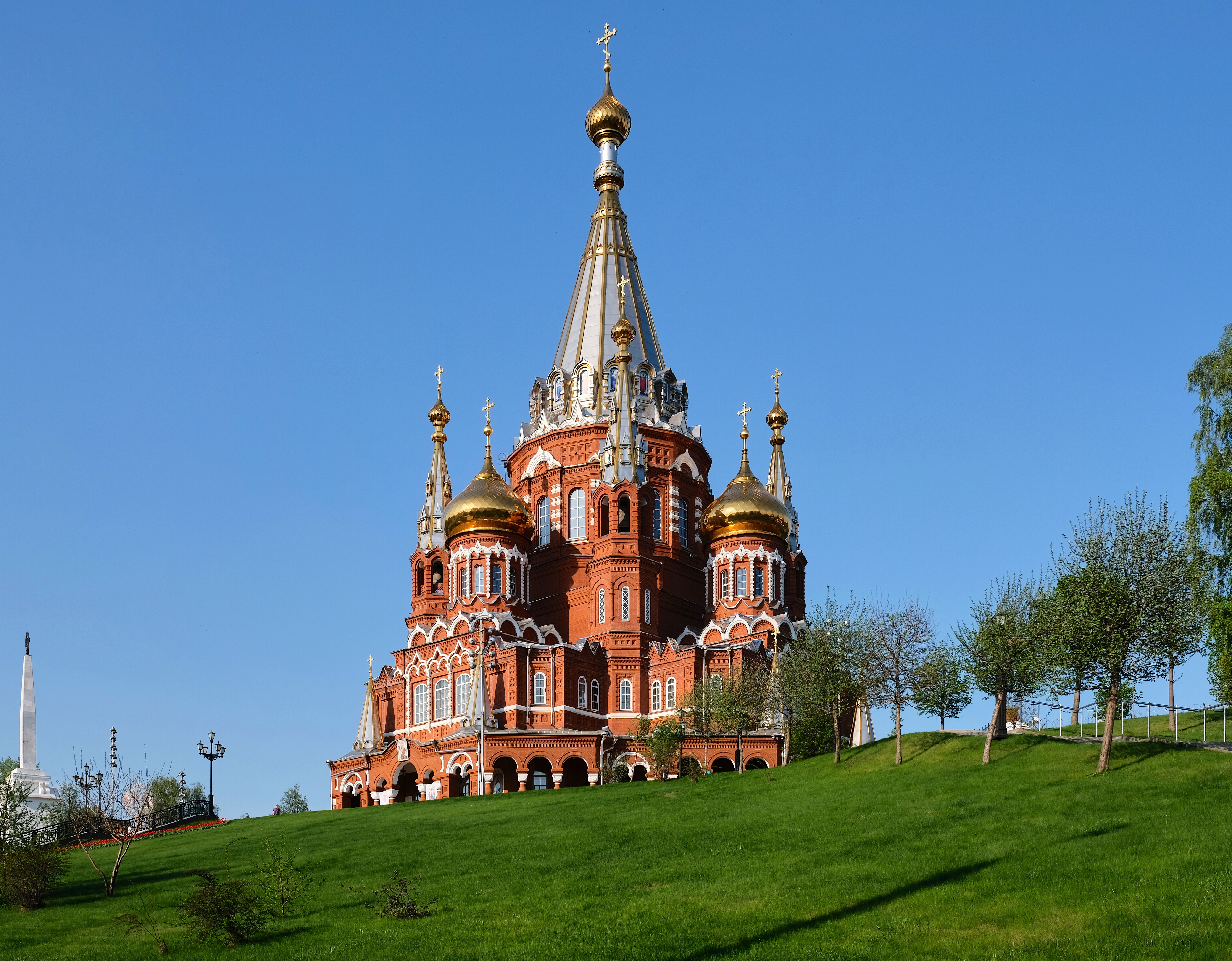
Вид с улицы на Свято-Михайловский собор
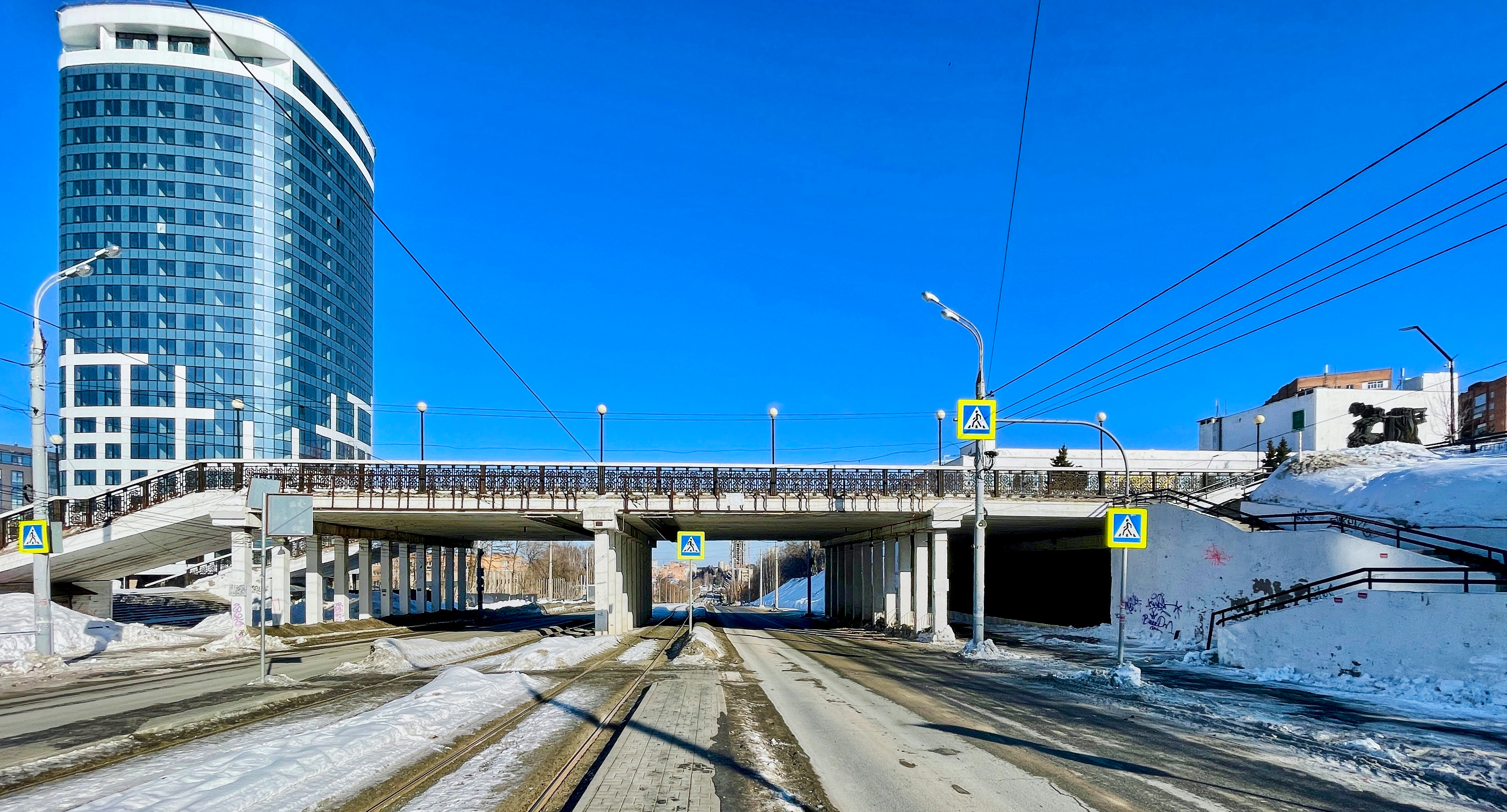
Пешеходный мост, часть городской эспланады
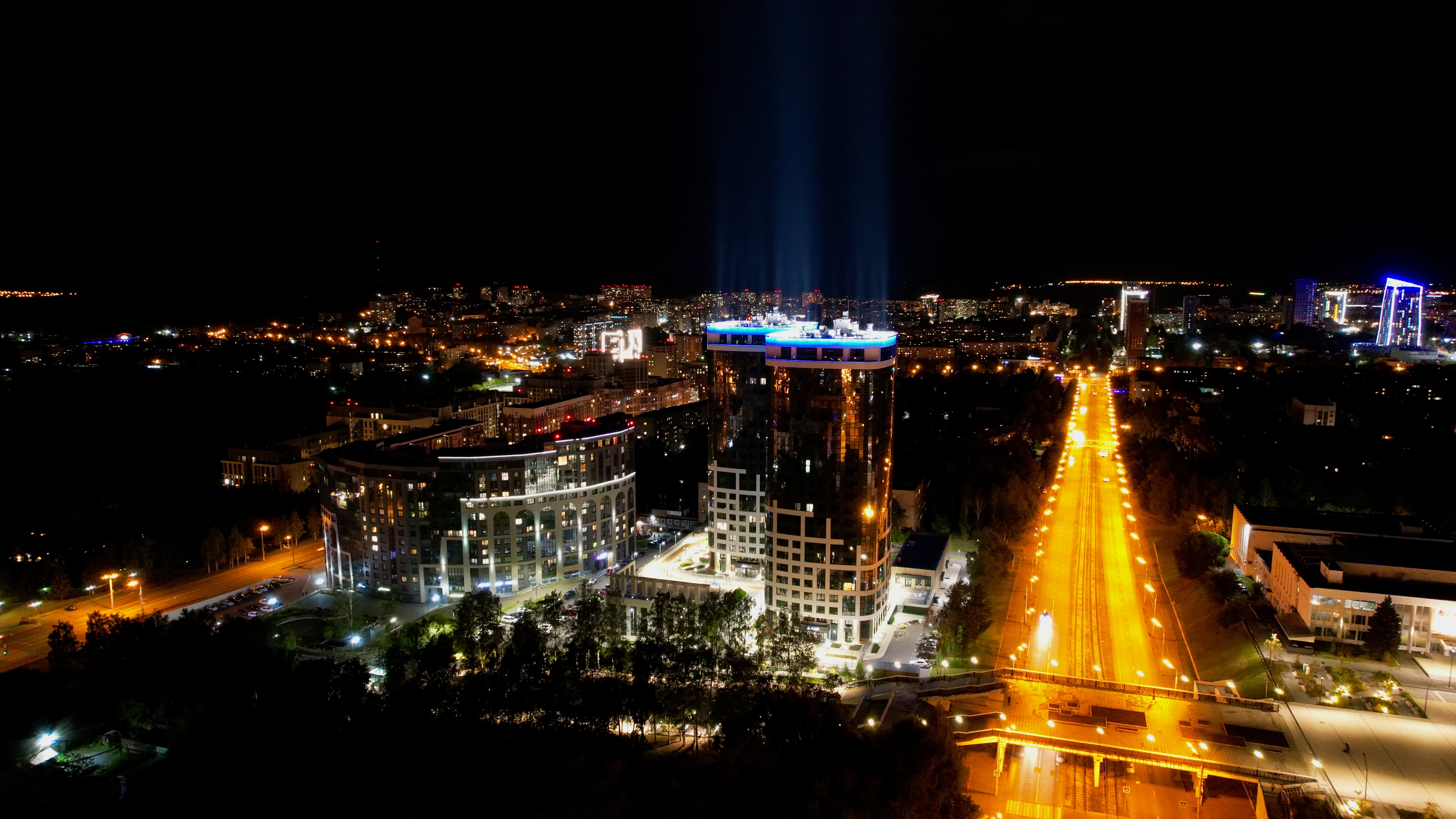
ЖК «Республика»
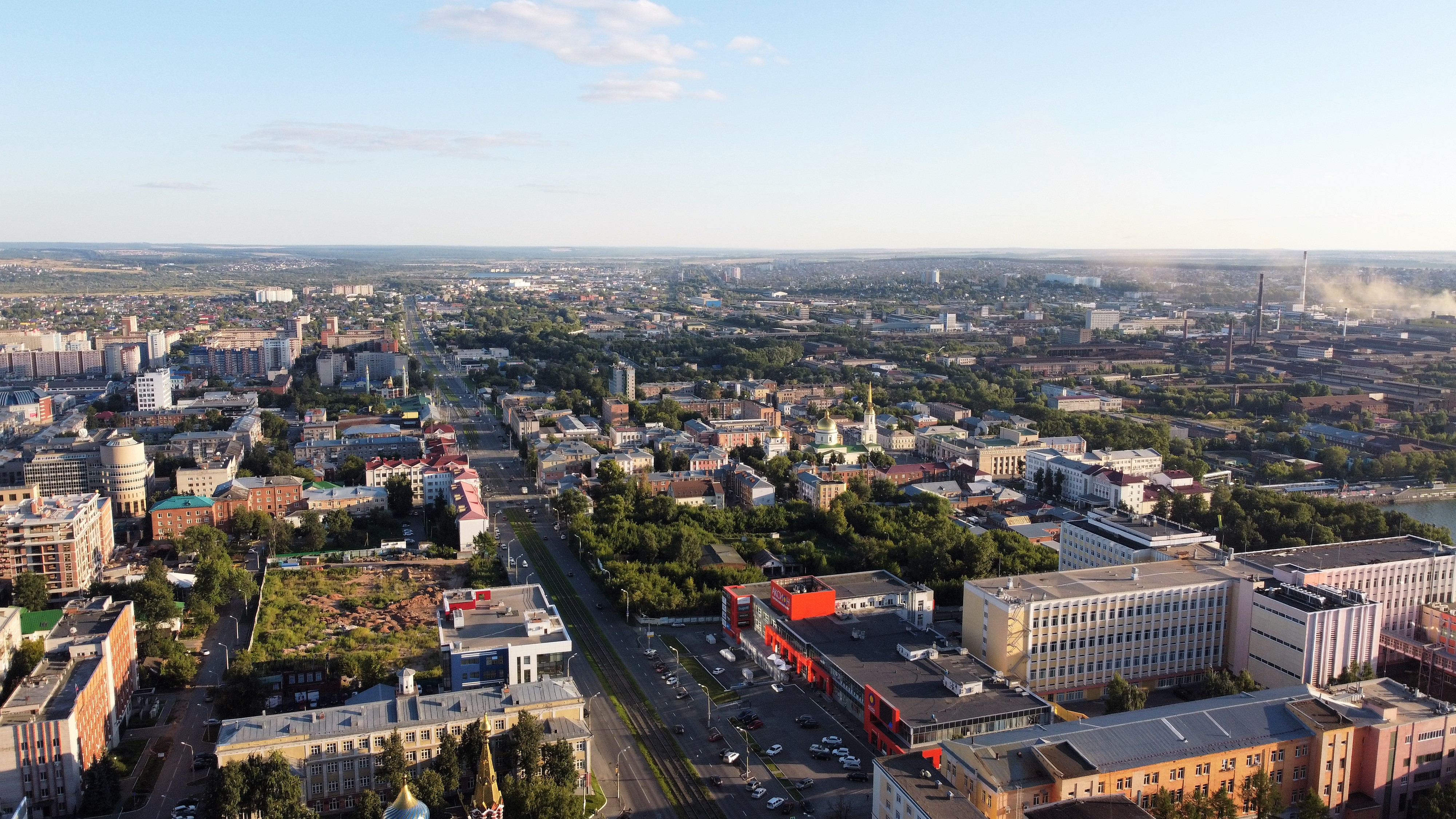
Вид с высоты на юг

## Транспорт
Улица является крупной транспортной магистралью Ижевска.

### Трамвай
Трамвайная линия проходит от начала улицы до перекрёстка с улицей Кирова. Это самая старая трамвайная линия в Ижевске. Она была построена в 1935—1936 гг. и первоначально была однопутной.
По состоянию на 2013 год трамвайное движение на улице Карла Маркса организовано следующим образом:
- на участке от Магистральной улицы до улицы Кирова (от станции «Магистральная» до станции «Магазин „Океан“») проходят маршруты трамваев № 1 и № 9;
- на участке от улицы Кирова до улицы Ленина (от станции «Магазин „Океан“» до станции «Центр») — маршруты № 2, 4, 10;
- на участке от улицы Ленина до Магистральной улицы (от станции «Центр» до станции «Магистральная») — маршруты № 3, 5, 12.

### Автобус
По улице курсируют автобусы следующих маршрутов:
- 15: от улицы Василия Чугуевского до улицы Карла Либкнехта;
- 19: от улицы Василия Чугуевского до улицы Карла Либкнехта;
- 22: от Магистральной улицы до улицы Василия Чугуевского и обратно;
- 25: от Магистральной улицы до улицы Карла Либкнехта и от улицы Василия Чугуевского до Магистральной улицы;
- 39: от улицы Василия Чугуевского до улицы Карла Либкнехта;
- 49: от Магистральной улицы до улицы Василия Чугуевского и обратно.